# § 14 BGB
§ 14 BGB ist ein deutsches Stummfilmdrama von 1915 aus der Hand von Paul von Woringen.

## Handlung
Der erst seit kurzem verheiratete Jungunternehmer Heinrich Vollmer muss zwecks dringender Geschäfte eine Reise nach Übersee antreten. Kurz zuvor erklärt ihm seine Gattin, dass sie sich niemals von ihm lösen werde, was auch immer kommen möge und ihm sogar in den Tod folgen würde. Vollmers geschäftliche Aktivitäten bringen ihm eine hohe Gewinnsumme ein, die er bei einem dortigen Anwalt hinterlegt. Anschließend begibt er sich ins Landesinnere und übernachtet in einem Hotel, das jedoch über ihm einstürzt. Er überlebt zwar und wird aus den Trümmern hervorgezogen, hat aber dabei das Gedächtnis verloren. Da keinerlei Dokumente bei Vollmer gefunden werden, wird der nunmehr Namenlose in ein Sanatorium verbracht. Das bei ihm jedoch gefundene Geld legt man in gewinnsicheren Papieren an. Jahre sind vergangen, und Vollmers trauernde Gattin glaubt nicht mehr an die Rückkehr ihres verschollen geglaubten Gatten. Und so lässt sie ihn nach der durch das Gesetz festgelegten Frist für tot erklären.
Mit Richard Belling, einem alten Jugendfreund, lernt die Witwe einen Mann erneut lieben. Beide heiraten und bekommen einen Sohn, Hans. Als nach weiteren zwanzig Jahren jener Anwalt stirbt, der in der Ferne Vollmers Geld in Verwahrung hatte, kommen die Dinge ins Rollen. Sanatoriumsdirektor Mendoza schließt aus den ihm zugänglichen Unterlagen des Advokaten folgerichtig, dass es sich bei dessen Klienten um seinen mysteriösen Dauergast handeln müsse. Mendoza spricht ihn mit Vollmer an, und so allmählich kehrt die Erinnerung zurück. Vollmer muss feststellen, dass er durch die diversen Geldanlagen nunmehr ein sehr reicher Mann ist und kehrt mit dem nächsten Schiff nach Hause zurück.
Dort aber hat sich alles geändert. Zutiefst enttäuscht darüber, dass sich seine Frau nicht an ihr einst gegebenes Versprechen gehalten hat und für immer auf ihn gewartet hat, beschließt Vollmer, Rache zu nehmen. Als größte Schwachstelle in der neuen Familie seiner Ex-Frau macht er den leicht verführbaren Sohn Hans aus. Vollmer bringt ihn dazu, viel Geld mit Glücksspiel und Frauen durchzubringen und den jungen Mann, der bald hohe Schulden angehäuft hat, bei sich einen Diebstahl zu begehen, um diese Schulden wieder tilgen zu können. Hans‘ Mutter fleht den ihr Unbekannten an, von einer Anzeige abzusehen. Da gibt sich der Fremde als ihr einst aufgegebener Ex-Mann Heinrich zu erkennen. Als sie schluchzend zu seinen Füßen sinkt, erkennt er die tragische und sehr menschliche Dimension ihres Handelns. Heinrich Vollmer verzeiht ihr und greift zu einem Revolver, um seine Ex von demjenigen Manne, also sich selbst, zu befreien, der heute nicht mehr zu ihrem Leben gehört.

## Produktionsnotizen
§ 14 BGB wurde zum Jahresbeginn 1915 im Mutoskop-Film-Atelier in Berlin-Lankwitz gedreht. Der Vierakter passierte im März 1915 die Filmzensur und wurde im selben Monat im Marmorhaus uraufgeführt. In der österreichischen Fassung war der Film rund 1400 Meter lang.
Der zur Drehzeit knapp 19 Jahre alte Lothar Müthel gab hier mutmaßlich sein Filmdebüt.
Nach § 14 BGB konnte damals ein Verschollener nach zehn Jahren für tot erklärt werden.

## Kritik
„Dieses durch seine reichlich psychologischen Momente und durch seine stark dramatische Wirkung besonders bemerkenswerte Filmwerk ist vorzüglich dargestellt.“

## Diverses
Mit Mensch ohne Namen wurde eine ähnliche Handlung 1932 von Gustav Ucicky verfilmt.